# Heizkraftwerk

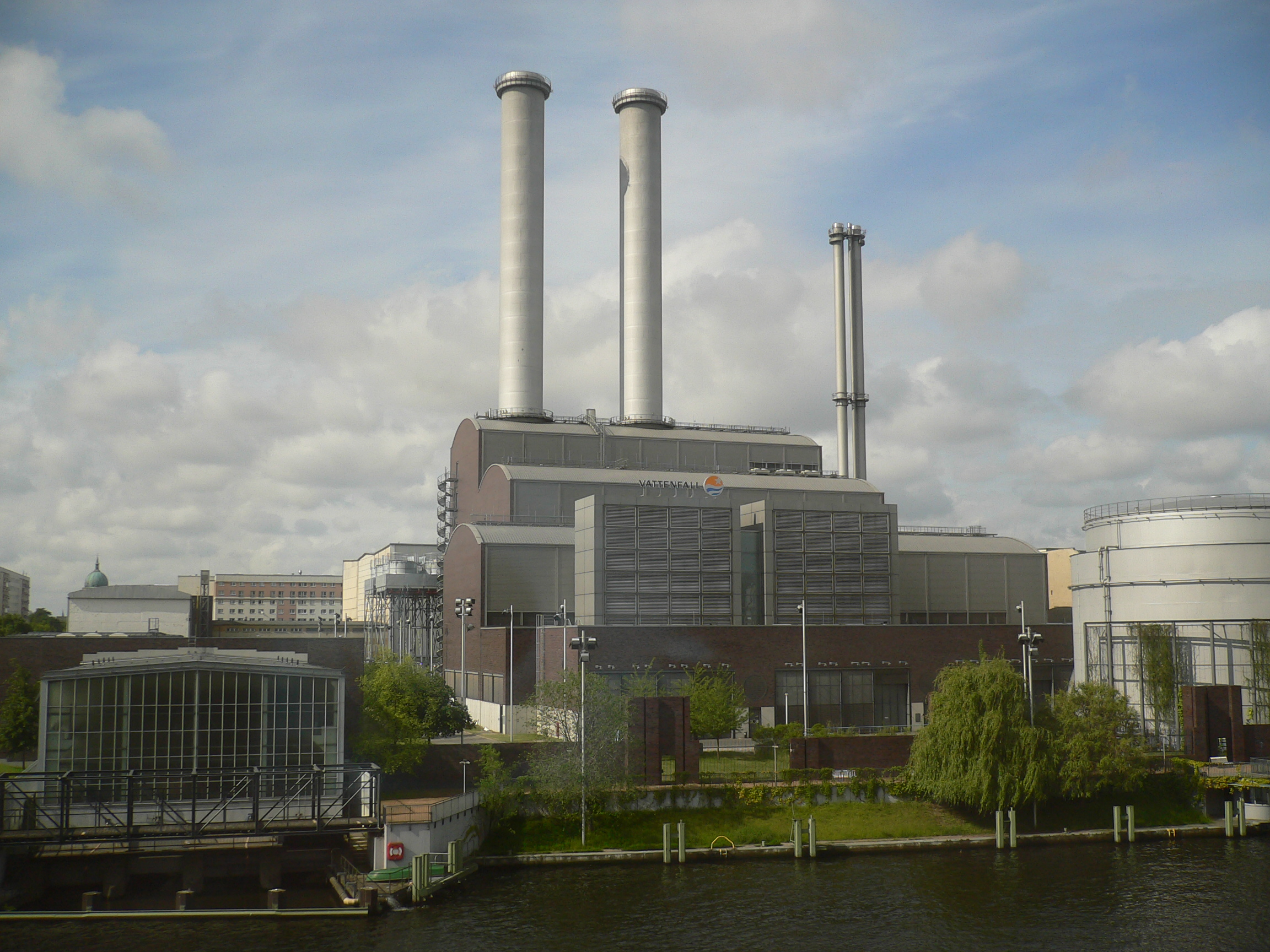
Das Heizkraftwerk Berlin-Mitte wird neben der Stromproduktion auch zur Fernwärmeversorgung des Regierungsviertels eingesetzt.

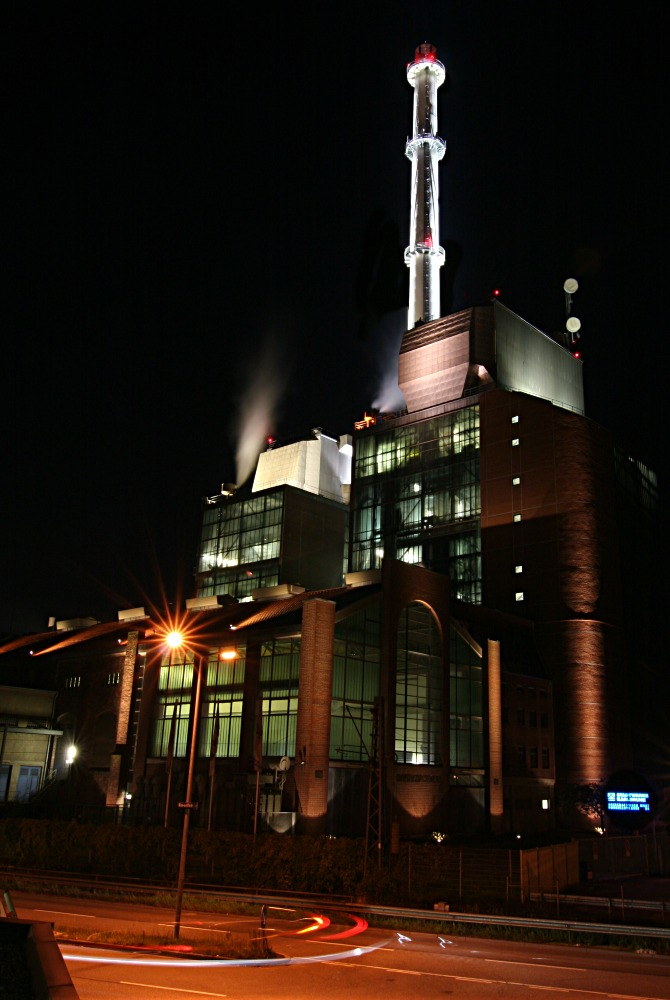
Heizkraftwerk West der Stadtwerke Karlsruhe

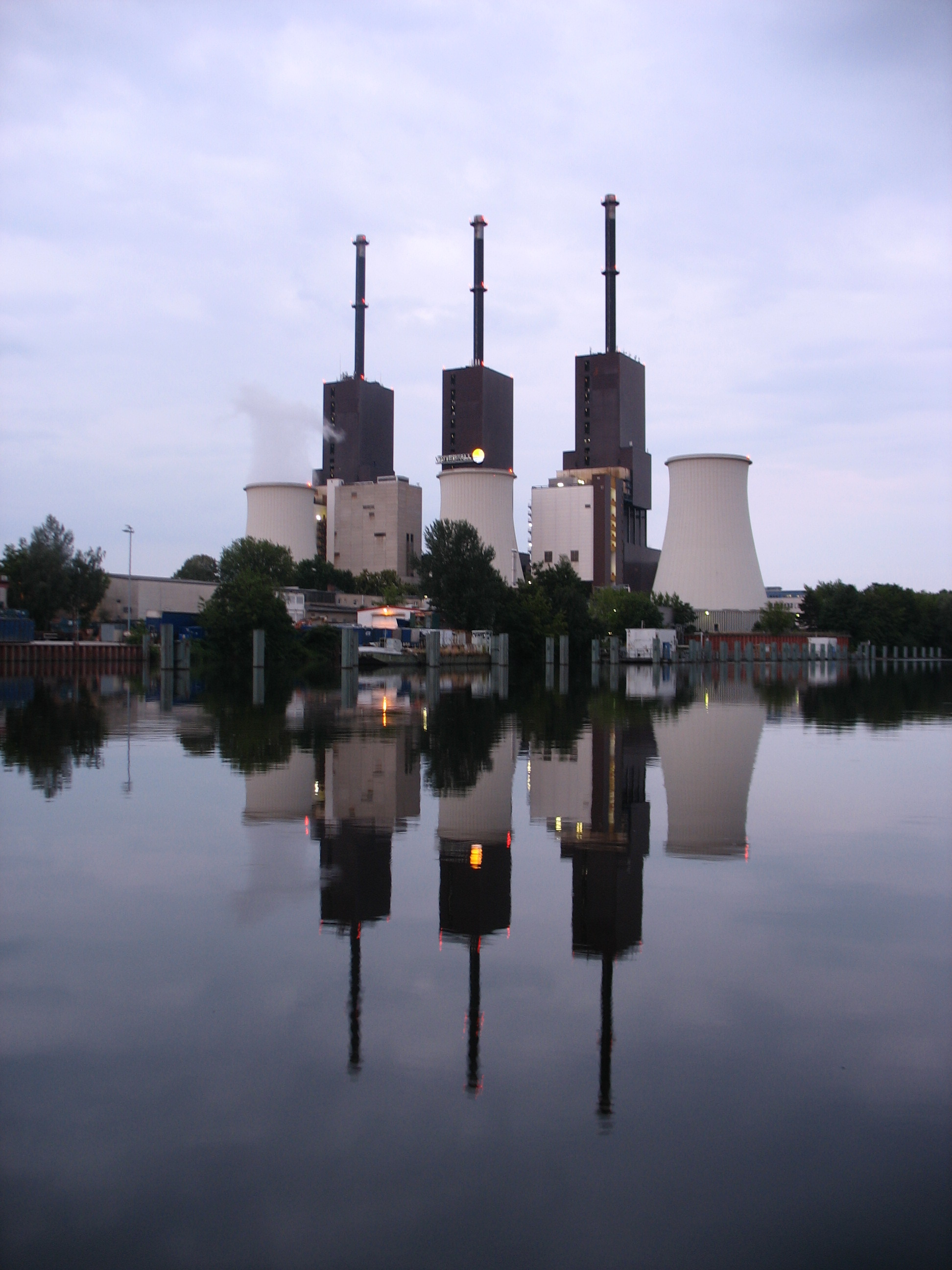
Heizkraftwerk Berlin-Lichterfelde

Ein Heizkraftwerk (HKW) ist eine industrielle Anlage zur Erzeugung von Elektrizität und Wärme in einem Kuppelprozess, der Kraft-Wärme-Kopplung. Aufgrund der Notwendigkeit der Einspeisung in ein Fernwärmenetz liegen Heizkraftwerke in der Nähe von städtischen Verdichtungsräumen oder Industrieanlagen mit hohem Wärmebedarf.

## Technik

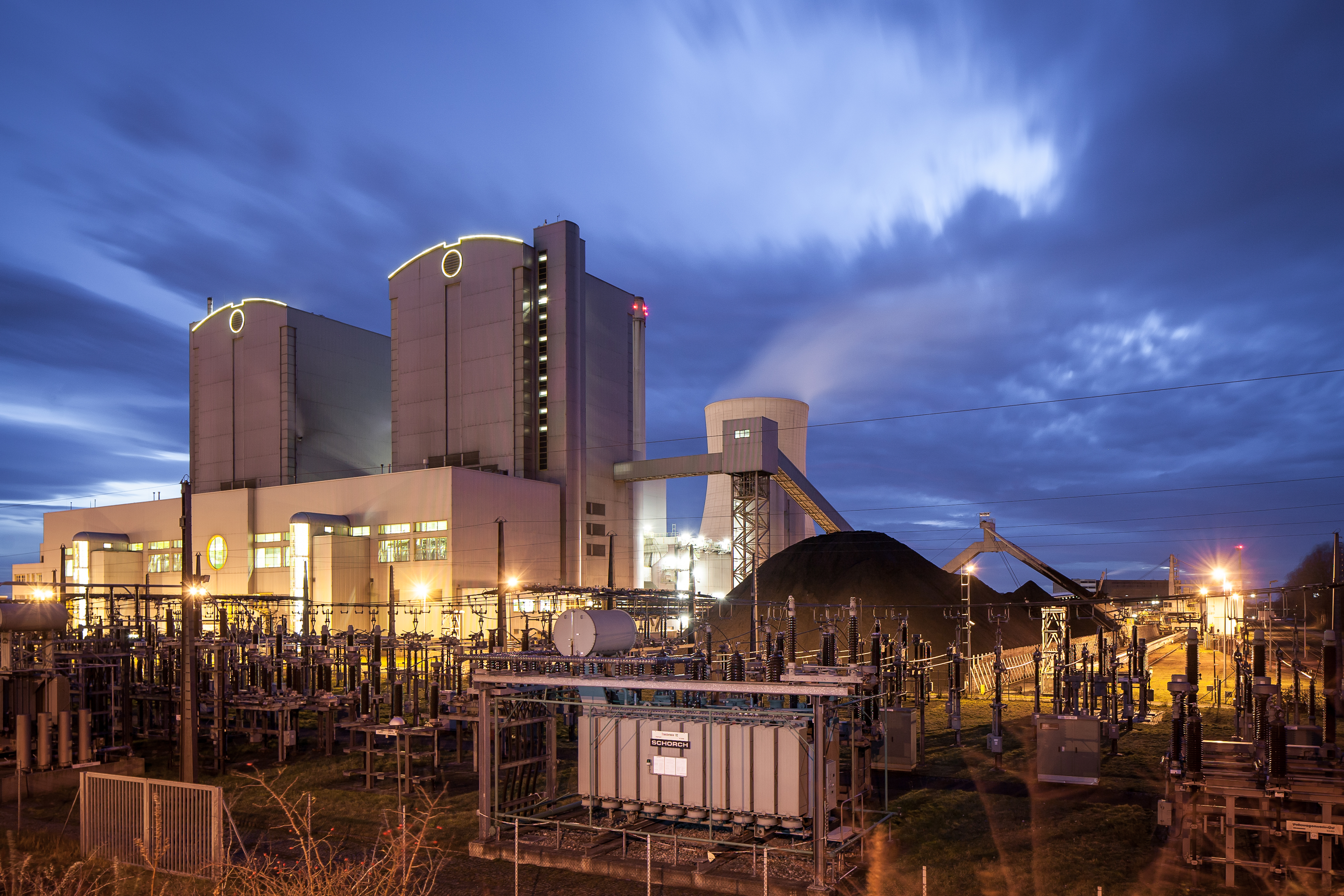
Gemeinschaftskraftwerk Hannover (GKH)
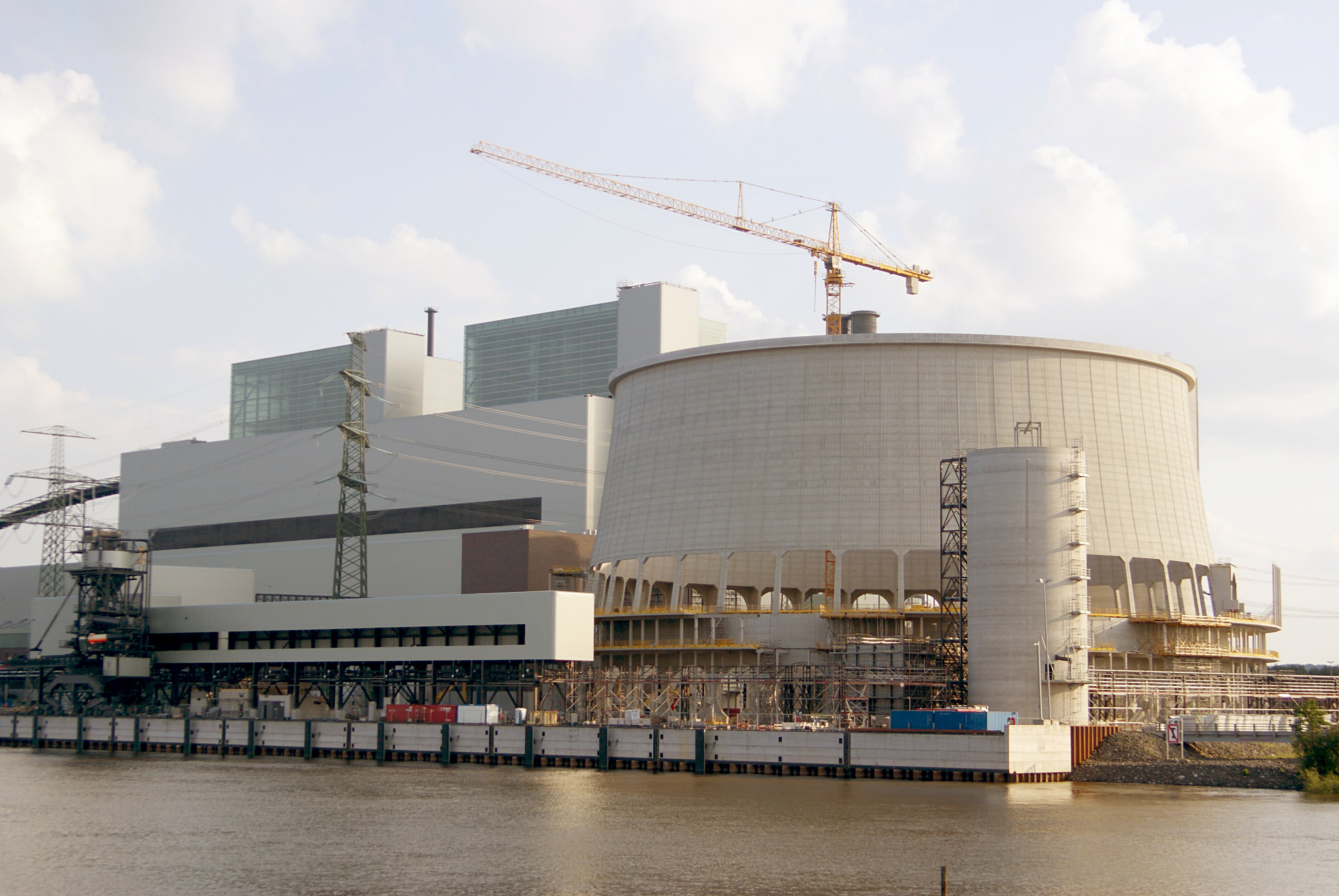
Kohlekraftwerk Hamburg-Moorburg (Fernwärmeanbindung geplant, aber nie umgesetzt)
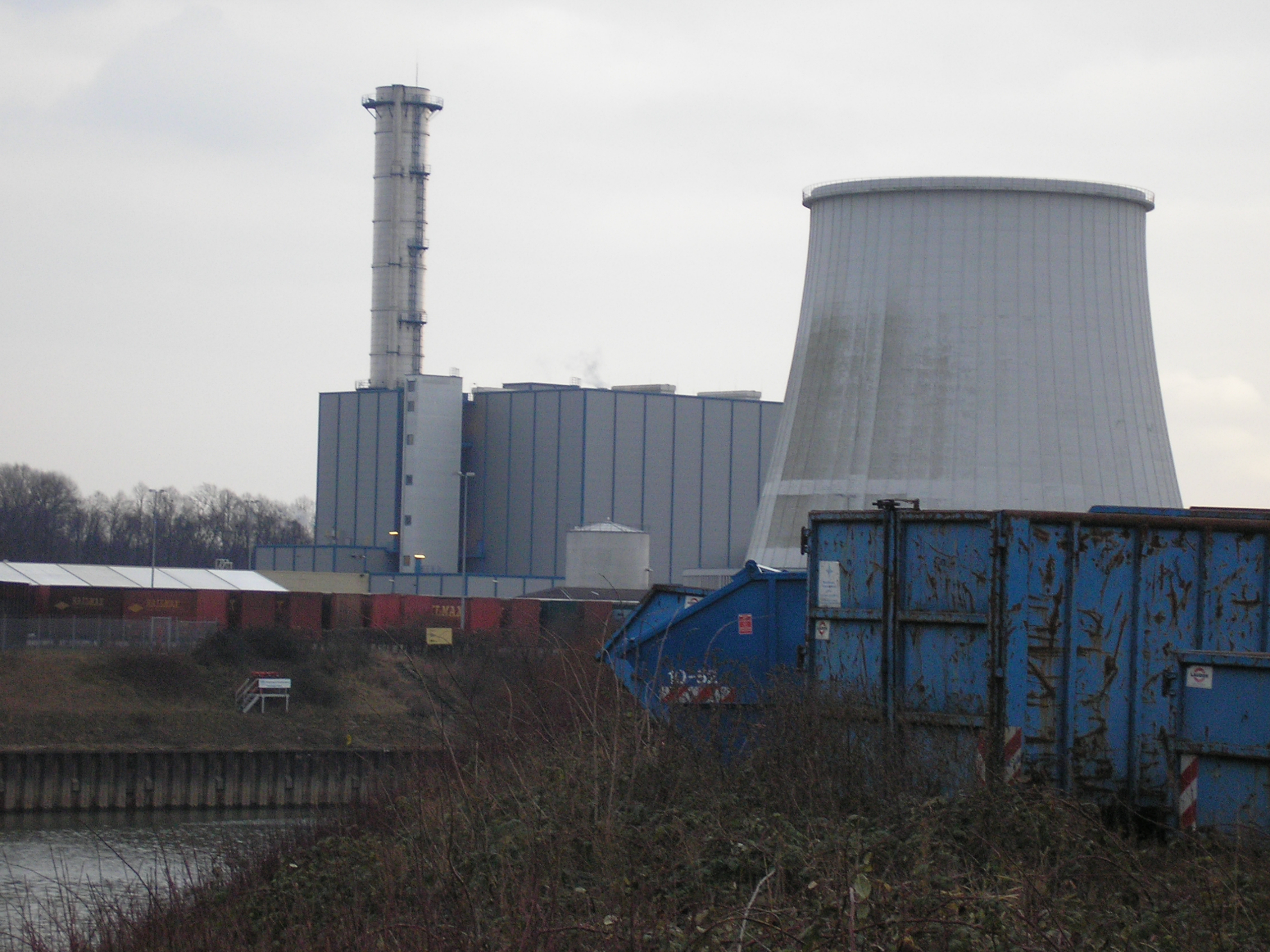
Heizkraftwerk Köln-Niehl

Wie bei einem klassischen Dampfkraftwerk, wird die Primärenergie mit Hilfe eines geschlossenen Wasser-Dampf-Kreislaufes in Elektrizität gewandelt. Dem Wasser wird durch Verbrennung Wärme zugeführt, wobei es im Kessel verdampft und im Überhitzer weiter auf eine möglichst hohe Temperatur gebracht wird. Der Frischdampf (maximale Frischdampfparameter: bis zu 630 °C und 325 bar) wird in einer Dampfturbine entspannt und treibt dabei den Generator an. In einem Kondensator erfolgt die Verflüssigung des Dampfes. Der kondensierte Wasserdampf wird dem Kondensatbehälter zugeleitet und mittels Kondensatpumpen dem Speisewasserbehälter zugeleitet. Dort vermischen sich Kondensat und aufbereitetes Zusatzwasser aus dem Deionatbehälter. In dem Speisewasserbehälter wird das Wasser aufgeheizt und über den Entgaserdom thermisch entgast. Der Behälter bildet die Vorlage für die Speisewasserpumpen, die das Wasser dem Kessel – meistens zuerst über den Speisewasservorwärmer – zuführen.

### Heizkondensator
Im rein stromerzeugenden Kondensationskraftwerk erfolgt eine Entspannung bis auf ein Druckniveau unter 0,1 bar und bereits in der Turbine findet eine Teilkondensation zu Nassdampf statt. Das niedrige Temperaturniveau von 30 bis 40 °C der Kondensationsabwärme ermöglicht keine sinnvolle weitergehende Nutzung. In einem originären Heizkraftwerk wird daher mittels eines Wärmeübertragers (auch „Heizkondensator“ genannt) Dampf eines höheren Druckes genutzt, um Energie für ein Fernwärmenetz bereitstellen zu können. Dies erfolgt in der Regel durch Heißwasser (selten auch Dampf). Dabei werden die Vorlauftemperaturen witterungsgeführt geregelt, von 70 °C im Sommer bis zu 140 °C im Winter.
Der Dampf für den Heizkondensator kann auf zweierlei Weise gewonnen werden. Zum einen kann eine Gegendruckturbine verwendet werden, bei der der Dampf nicht vollständig entspannt. Der komplette Dampfstrom gelangt nach der Turbine in den Heizkondensator. Hier ist ein starres Kuppelverhältnis zwischen den Produkten Elektrische Leistung (Elektrischer Strom) und Thermische Leistung (Wärme) gegeben. Zum anderen eröffnet eine Entnahmekondensationsturbine die Möglichkeit, Dampf vor Eintritt in den Niederdruckteil des Turbosatzes abzuzweigen. Hier ist ein flexiblerer Betrieb möglich mit einer losen Kopplung von Strom und Wärme. Je mehr Dampf zu Heizzwecken entnommen wird, desto weniger steht dieser zur Verrichtung mechanischer Arbeit in der Turbine zur Verfügung.

### Sonderformen
Neben den Dampfturbinenanlagen gibt es auch KWK-Prozesse mit einer Gasturbine. Hierbei wird das heiße Abgas der Gasturbine in Abhitzekesseln genutzt, wo neben Fernwärme auch Heißdampf für industrielle Prozesse erzeugt werden kann. Wird der Dampf über eine weitere Dampfturbine geleitet, um den elektrischen Anlagenwirkungsgrad zu erhöhen, spricht man von einem GuD-Kraftwerk (Gas-und-Dampf-Kombiprozess). Auch hier kann der Dampfturbine teilentspannter Dampf zu Heizzwecken entnommen werden.
Kleinere Anlagen in Modulbauweise werden als Blockheizkraftwerke bezeichnet. Im Gegensatz zu Heizkraftwerken, die bis zu mehreren 100 MW elektrische Leistung haben können, liegt ihre Größe im kW-Bereich bis zu maximal einigen Megawatt. Sie speisen in ein Nahwärmenetz ein oder versorgen größere Gebäudekomplexe mit Wärme.

## Vergleich mit Großkraftwerken
Neben dem vergleichsweise teuren Erdgas kann auch Steinkohle relativ effizient genutzt werden, wenn man sie in Heizkraftwerken einsetzt. So weist, im Gegensatz zu einem modernen Großkraftwerk (z. B. Datteln bis zu 60 % Brennstoffausnutzungsgrad, inkl. 4 % Fernwärmeversorgung), ein Heizkraftwerk (z. B. München Nord 2) bis zu 85 % Brennstoffausnutzungsgrad auf. Allerdings ist für große Anlagen das aufwändige Optimieren auf einen hohen elektrischen Wirkungsgrad wirtschaftlich vertretbarer, und relativ zur elektrischen Leistung sind die Wartungs- und Investitionskosten bei Großkraftwerken niedriger.